# Pyrausta interfixalis
Pyrausta interfixalis is een vlinder van de familie van de grasmotten (Crambidae). De wetenschappelijke naam van deze soort is voor het eerst voorgesteld als Botys interfixalis door Francis Walker in een publicatie uit 1869.
De soort komt voor in Congo-Kinshasa.